# Angèle Hug
Angèle Hug (Guilherand-Granges, 30 de julio de 2000) es una deportista francesa que compite en piragüismo en la modalidad de eslalon.
Participó en los Juegos Olímpicos de París 2024, obteniendo una medalla de plata en la prueba de K1 cross. Ganó tres medallas en el Campeonato Europeo de Piragüismo en Eslalon, en los años 2021 y 2025.

## Palmarés internacional
| Juegos Olímpicos   | Juegos Olímpicos           | Juegos Olímpicos  | Juegos Olímpicos    |
| Año                | Lugar                      | Medalla           | Competición         |
| ------------------ | -------------------------- | ----------------- | ------------------- |
| 2024               | París (Francia)            | Medalla de plata  | K1 cross            |
| Campeonato Europeo |                            |                   |                     |
| Año                | Lugar                      | Medalla           | Competición         |
| 2021               | Ivrea (Italia)             | Medalla de bronce | C1 por equipos      |
| 2025               | Vaires-sur-Marne (Francia) | Medalla de plata  | K1 cross individual |
| 2025               | Vaires-sur-Marne (Francia) | Medalla de plata  | C1 por equipos      |